# Tunceli (circonscription électorale)
La circonscription électorale de Tunceli correspond à la province du même nom et envoie 1 député à la Grande assemblée nationale de Turquie (2 entre 1961 et 2023).

## Composition
La circonscription de Tunceli est divisée en 8 districts (ilçe). Chaque district est composé d'un chef-lieu et de municipalités (communes et villages).

### Élections législatives de 2018
| Partis                   | Partis                                        | Voix   | %     | Sièges | +/-           | Élus          |
| ------------------------ | --------------------------------------------- | ------ | ----- | ------ | ------------- | ------------- |
|                          | Parti démocratique des peuples (HDP)          | 28 510 | 51,03 | 1      |               | Alican Önlü   |
|                          | Parti républicain du peuple (CHP)             | 14 704 | 26,32 | 1      | en stagnation | Polat Şaroğlu |
|                          | Parti de la justice et du développement (AKP) | 8 216  | 14,71 | 0      | en stagnation |               |
|                          | Parti d'action nationaliste (MHP)             | 3 203  | 5,73  | 0      | en stagnation |               |
|                          | Le Bon Parti (İYİ)                            | 920    | 1,65  | 0      | Nv.           |               |
|                          | Parti de la félicité (SP)                     | 178    | 0,32  | 0      | en stagnation |               |
|                          | Parti patriote (VATAN)                        | 67     | 0,12  | 0      | en stagnation |               |
|                          | Parti de la cause libre (HÜDA PAR)            | 59     | 0,11  | 0      | en stagnation |               |
|                          | Indépendants (Ind.)                           | 15     | 0,03  | 0      | en stagnation |               |
|                          |                                               |        |       |        |               |               |
| Total                    | Total                                         | 55 872 | 100   | 2      | en stagnation | -             |
| Inscrits / participation | Inscrits / participation                      | 64 299 | 86,24 |        |               |               |

### Élections législatives de 2023
| Partis                   | Partis                                        | Voix   | %     | Sièges | +/-           | Élus        |
| ------------------------ | --------------------------------------------- | ------ | ----- | ------ | ------------- | ----------- |
|                          | Parti de la gauche verte (YSP)                | 24 762 | 42,74 | 1      | en stagnation | Ayten Kordu |
|                          | Parti républicain du peuple (CHP)             | 18 518 | 31,96 | 0      | 1             |             |
|                          | Parti de la justice et du développement (AKP) | 7 652  | 13,21 | 0      | en stagnation |             |
|                          | Parti d'action nationaliste (MHP)             | 3 240  | 5,59  | 0      | en stagnation |             |
|                          | Le Bon Parti (İYİ)                            | 1 306  | 2,25  | 0      | en stagnation |             |
|                          | Parti de gauche (SOL)                         | 708    | 1,22  | 0      | en stagnation |             |
|                          | Nouveau parti de la prospérité (YRP)          | 571    | 0,99  | 0      | Nv.           |             |
|                          | Parti de la patrie (M)                        | 279    | 0,48  | 0      | Nv.           |             |
|                          | Parti de la grande unité (BBP)                | 174    | 0,30  | 0      | en stagnation |             |
|                          | Parti communiste de Turquie (TKP)             | 142    | 0,25  | 0      | en stagnation |             |
|                          | Parti de la mère patrie (ANAP)                | 82     | 0,14  | 0      | en stagnation |             |
|                          | Mouvement communiste (TKH)                    | 73     | 0,13  | 0      | Nv.           |             |
|                          | Parti jeune (GP)                              | 63     | 0,11  | 0      | en stagnation |             |
|                          | Parti de la justice (AP)                      | 63     | 0,11  | 0      | Nv.           |             |
|                          | Parti des travailleurs de Turquie (TIP)       | 56     | 0,10  | 0      | en stagnation |             |
|                          | Parti des droits et libertés (HAK)            | 48     | 0,08  | 0      | en stagnation |             |
|                          | Parti de l'union du pouvoir (GBP)             | 45     | 0,08  | 0      | Nv.           |             |
|                          | Parti patriote (VATAN)                        | 40     | 0,07  | 0      | en stagnation |             |
|                          | Parti de la nation (MP)                       | 30     | 0,05  | 0      | en stagnation |             |
|                          | Parti de l'innovation (YP)                    | 27     | 0,05  | 0      | Nv.           |             |
|                          | Parti de libération du peuple (HKP)           | 27     | 0,05  | 0      | en stagnation |             |
|                          | Parti de la victoire (ZP)                     | 19     | 0,03  | 0      | Nv.           |             |
|                          | Parti de la route nationale (MYP)             | 13     | 0,02  | 0      | Nv.           |             |
|                          | Parti de la justice et de l'unité (AB)        | 3      | 0,01  | 0      | Nv.           |             |
|                          |                                               |        |       |        |               |             |
| Total                    | Total                                         | 57 941 | 100   | 1      | 1             | -           |
| Inscrits / participation | Inscrits / participation                      | 65 578 | 87,28 |        |               |             |